# Inter TV
«Inter TV» — итальянский телевизионный канал, базирующийся в Милане (Ломбардия), посвящённый футбольному клубу «Интернационале». Канал показывает обновляемые новости, эксклюзивные интервью с игроками и тренером клуба, а также все матчи в  Лиге Чемпионов,  Серии А и  кубке Италии, в которых участвует «Интернационале».
Отображается на канале SKY 232 на абонементской основе.